# Bohatýr

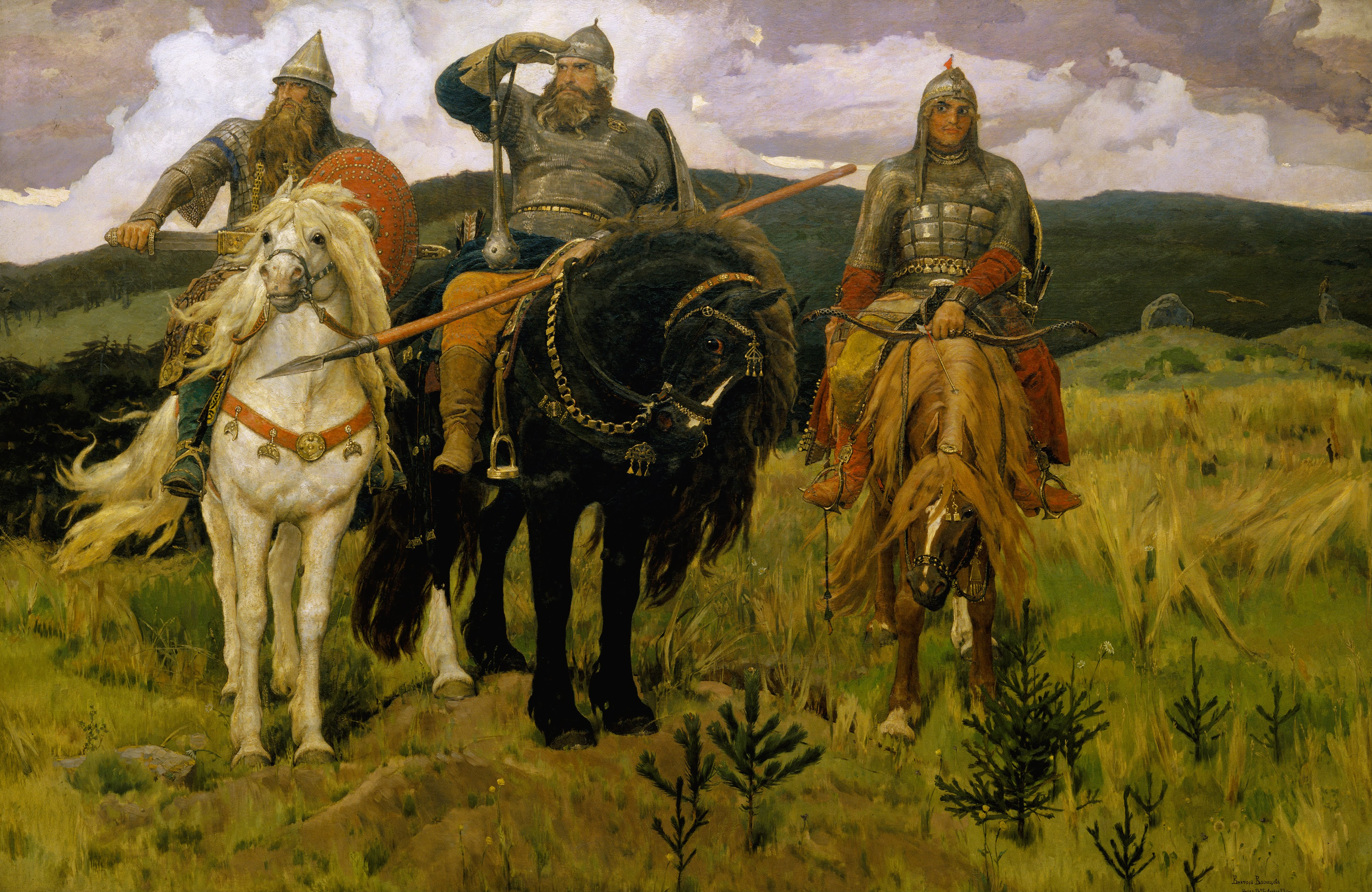
Bohatýři Ilja Muromec, Dobryňa Nikitič a Aljoša Popovič na malbě Viktora Vasněcova z roku 1898

Bohatýr (přesněji bogatýr, rusky богаты́рь, původem z turkicko-mongolského baγatur – udatný) je označení pro bájného či polobájného ruského středověkého hrdinného válečníka, obdobného potulným rytířům ze západoevropských legend. V češtině se však výraz přenesl i mimo okruh ruských bylin a pověstí.
Slovo bohatýr se používalo v ruských bylinách již ve středověku, avšak jejich zápisy pocházejí z mnohem pozdějšího období. Nejstarší přesně datovaný záznam tohoto slova proto pochází z latinského spisu Descriptio veteris et novae Poloniae cum divisione ejusdem veteri et nova z roku 1585: „Rossi… de heroibus suis, quos Bohatiros id est semideos vocant, aliis persuadere conantur“ (tj. Rusové... se pokoušejí přesvědčit ostatní o existenci svých hrdinů, jež nazývají bohatýry, což znamená polobohové).
O činech bohatýrů zpravidla vypráví lidové epické básně, nazývané byliny. Každý bohatýr má nějaký specifický charakterový rys: Aljoša Popovič smělost (až drzost), Dobryňa Nikitič odvahu a Ilja Muromec svou duchovní i fyzickou sílu a čestnost, kterou věnuje ochraně své země.
Mezi další bohatýry patří například Čurila Plenkovič, Svatohor či Peresvět.